# Château de Fontenailles (Saint-Pierre-des-Landes)
Pour les articles homonymes, voir Fontenailles.
Le Château de Fontenailles est un château français situé à Saint-Pierre-des-Landes, dans le département de la Mayenne et la région des Pays de la Loire. Il est situé à 3 kilomètres au Nord-Est du bourg sur la départementale 158.

## Histoire

### Désignation
- Fontenaille, château et chapelle (Jaillot).
- Fontenailles, château et moulin, trois longues avenues (Carte de Cassini)

### Histoire
Le fief relevait de Marolles. Le château a été reconstruit au XIXe siècle sur le versant de la colline. Il est flanqué d'un pavillon central, de deux tourelles d'angle et de deux ailerons. La Ligne de Mayenne à La Selle-en-Luitré traversait les terres et la Gare de Saint-Pierre-des-Landes était toute voisine. Victor de Tremereuc, mari de Caroline Le Jariel a fait bâtir le château en 1853.

## Description
« Le château est composé d'une salle, d'une cuisine, de deux chambres et de quatre ou cinq cabinets ; à côté la chapelle, le colombier, les servitudes ; le tout dans une cour fermée de murs entourés de fossés pleins d'eau par le devant et par l'un des côtés. Derrière le château, un moulin et un petit étang dont l'eau ne vient pas d'une portée de fusil, où il y a neuf fontaines dans un bois de haute futaye de 5 à 6 journaux. Au milieu de la cour il y a une grande porte et un pont assez beau par lequel on sort sur une terrasse qui retient l'eau dans les fossés ; au-dessus un étang. Il y a aussi trois belles avenues, l'une conduisant jusqu'à moitié chemin de Dompierre. Note du XVIIIe siècle »
La chapelle servait à la fin du XIXe siècle de servitudes.

## Sources partielles
- « Château de Fontenailles (Saint-Pierre-des-Landes) », dans Alphonse-Victor Angot et Ferdinand Gaugain, Dictionnaire historique, topographique et biographique de la Mayenne, Laval, A. Goupil, 1900-1910 [détail des éditions] (BNF 34106789, présentation en ligne)